# 억만장자와 결혼하는 방법
억만장자와 결혼하는 방법(億万長者と結婚する方法, おくまんちょうじゃとけつこんするほうほう 오쿠만조자토겟콘스루호호[*])는 2000년 7월 5일부터 같은 해 9월 13일까지 NTV에서 방송 된 드라마이다.

## 등장 인물
- 세리자와 이치카 - 후지와라 노리카
- 마쓰자키 가오리 - 호쇼 마이
- 우사미 후지코 - 도요타 마호
- 다카이 사에코 - 겐 나오코
- 다카이 아쓰시 - 후지이 나오유키
- 야마시타 도모미 - 기쿠카와 레이
- 이노우에 다로 - 다카키 마사히로
- 고이케 미와 - 고미네 레나
- 기시와다 조지 - 후카와 료
- 사야마 도마 - 쓰쓰이 미치타카
- 고이케 유조 - 이와키 고이치

## 주제가
- 사랑의 원리(愛の原理)
  - 이데 마리코

## 제작진
- 각본 - 오야기 유미코
- 음악 - 오모리 도시유키
- 프로듀서 - 와카마쓰 히로키, 고이즈미 마모루
- 연출 - 오타니 다로, 사에구사 다카오미, 오히라 후토시

## 부제·시청률
| 제1화                                                      | ビーチに賭けた恋!究極の愛の選択                               | 비치에서 건져올린 사랑! 궁극의 사랑의 선택                                            | 16.4% |
| 제2화                                                      | 同窓会に咲いた恋!ニセ三姉妹の秘密                             | 동창회에서 피어난 사랑! 가짜 세자매의 비밀                                            | 14.1% |
| 제3화                                                      | 世紀のお見合い!女を美しく魅せる術                             | 세기의 맞선! 여자를 아름답게 매료시키는 기술                                          | 13.3% |
| 제4화                                                      | 最後の花嫁!遺産5千億老人の求婚                                | 마지막 신부! 유산 5천억 노인의 구혼                                                   | 12.8% |
| 제5화                                                      | 超大物スターの罠 愛と死の保険金殺人                           | 거물 스타의 덫, 사랑과 죽음의 보험금 살인                                             | 11.9% |
| 제6화                                                      | 激愛ストーカー                                                | 격애 스토커                                                                           | 12.0% |
| 제7화                                                      | 誘惑の美少年                                                  | 유혹의 미소년                                                                         | 11.1% |
| 제8화                                                      | 嫉妬の館!愛に呪われた兄妹                                     | 질투의 관! 사랑의 저주에 걸린 형제                                                    | 13.2% |
| 제9화                                                      | 極道の妻…命賭けた女の花道                                     | 고쿠도의 아내... 목숨 건 여자의 꽃길                                                  | 7.1%  |
| 제10화                                                     | ドラマ初 今日の事件満載 放送に間に合う?元妻愛人婚約者女の闘い | 드라마 사상 첫 오늘의 사건 만재. 방송 시간 맞출 수 있는가! 전 부인 애인 약혼자의 싸움 | 10.2% |
| 최종화                                                     | 白人黒人中国人大富豪決戦!!花嫁の栄冠は誰へ!                   | 백인 흑인 중국인 대부호결전!! 신부의 영관(栄冠)은 과연 누구에게!                      | 9.3%  |
| 평균 시청률 11.95% (시청률은 간토 지구 비디오 리서치 조사) |                                                               |                                                                                       |       |